# Saint-Michel-en-Beaumont
Pour les articles homonymes, voir Saint-Michel.
Saint-Michel-en-Beaumont est une commune française située dans le département de l'Isère en région Auvergne-Rhône-Alpes.
C'est l'une des communes les moins peuplées du département.

## Géographie
Le petit village de montagne de Saint-Michel-en-Beaumont est positionnée dans la région naturelle de moyenne montagne du Beaumont, elle-même située dans le sud-est du département de l'Isère.
La commune de Saint-Michel est rattachée à la communauté de communes de la Matheysine dont le siège est fixé dans la commune voisine de La Mure qui abrite également le bureau centralisateur du canton.

### Communes limitrophes
|                                                  | Valbonnais           |                                           |
| Saint-Laurent-en-Beaumont / La Salle-en-Beaumont | La Salle-en-Beaumont | Entraigues                                |
|                                                  | Sainte-Luce          | Les Côtes-de-Corps / La Salette-Fallavaux |

### Climat
Pour des articles plus généraux, voir Climat d'Auvergne-Rhône-Alpes et Climat de l'Isère.
En 2010, le climat de la commune est de type climat de montagne, selon une étude du Centre national de la recherche scientifique s'appuyant sur une série de données couvrant la période 1971-2000. En 2020, Météo-France publie une typologie des climats de la France métropolitaine dans laquelle la commune est exposée à un climat de montagne ou de marges de montagne et est dans la région climatique  Alpes du sud, caractérisée par une pluviométrie annuelle de 850 à 1 000 mm, minimale en été. 
Pour la période 1971-2000, la température annuelle moyenne est de 7,5 °C, avec une amplitude thermique annuelle de 16,4 °C. Le cumul annuel moyen de précipitations est de 1 082 mm, avec 9 jours de précipitations en janvier et 6,5 jours en juillet. Pour la période 1991-2020, la température moyenne annuelle observée sur la station météorologique de Météo-France la plus proche, « Pellafol-Chaneaux », sur la commune de Pellafol à 8 km à vol d'oiseau, est de 9,5 °C et le cumul annuel moyen de précipitations est de 989,6 mm,. Pour l'avenir, les paramètres climatiques de la commune estimés pour 2050 selon différents scénarios d'émission de gaz à effet de serre sont consultables sur un site dédié publié par Météo-France en novembre 2022.

### Voies de communication
Hormis la modeste R212 qui permet de relier la RN85 par Sainte-Luce, le territoire communal de Saint-Michel-en-Beaumont  est situé à l'écart des grands axe de circulation.

### Lieux-dits et écarts
- Villelonge
- Saint-Michel
- Les Losettes

## Urbanisme

### Typologie
Au 1er janvier 2024, Saint-Michel-en-Beaumont est catégorisée commune rurale à habitat très dispersé, selon la nouvelle grille communale de densité à sept niveaux définie par l'Insee en 2022.
Elle est située hors unité urbaine et hors attraction des villes,.

### Occupation des sols
L'occupation des sols de la commune, telle qu'elle ressort de la base de données européenne d’occupation biophysique des sols Corine Land Cover (CLC), est marquée par l'importance des forêts et milieux semi-naturels (96,1 % en 2018), en augmentation par rapport à 1990 (68,4 %). La répartition détaillée en 2018 est la suivante : 
milieux à végétation arbustive et/ou herbacée (78,2 %), forêts (17,9 %), zones agricoles hétérogènes (3,9 %). L'évolution de l’occupation des sols de la commune et de ses infrastructures peut être observée sur les différentes représentations cartographiques du territoire : la carte de Cassini (XVIIIe siècle), la carte d'état-major (1820-1866) et les cartes ou photos aériennes de l'IGN pour la période actuelle (1950 à aujourd'hui).

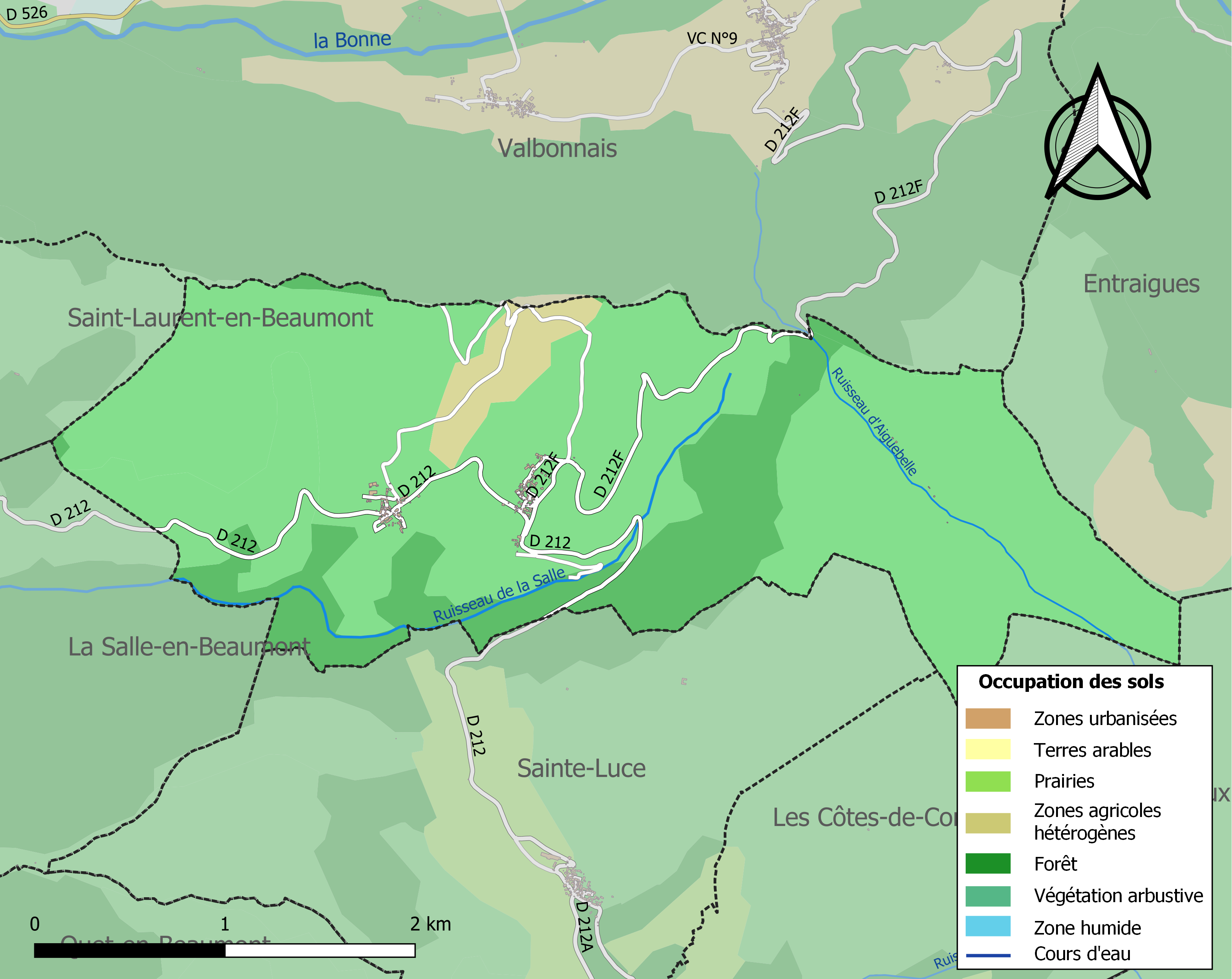
Carte des infrastructures et de l'occupation des sols de la commune en 2018 (CLC).

### Risques naturels et technologiques

#### Risques sismiques
L'ensemble du territoire de la commune de Saint-Michel-en-Beaumont est situé en zone de sismicité n°3 dite « modérée » (sur une échelle de 1 à 5), comme la plupart des communes de son secteur géographique. Elle se situe cependant au sud de la limite d'une zone sismique classifiée de « moyenne ».
| Type de zone | Niveau            | Définitions (bâtiment à risque normal) |
| ------------ | ----------------- | -------------------------------------- |
| Zone 3       | Sismicité modérée | accélération = 1,1 m/s2                |

## Toponyme
Le nom de Saint-Michel-en-Beaumont dérive du patron de son église. En 1551 il s'appelait Saint-Michel-de-Laulp, successivement varié en Saint-Michel-le-Haut, comme on trouve dans un document datant du 1686. Avant d'arriver à la forme de Saint-Michel-en-Beaumont il s'appela encore Saint-Michel-de-l'Alp-en-Beaumont.

## Politique et administration

### Liste de maires

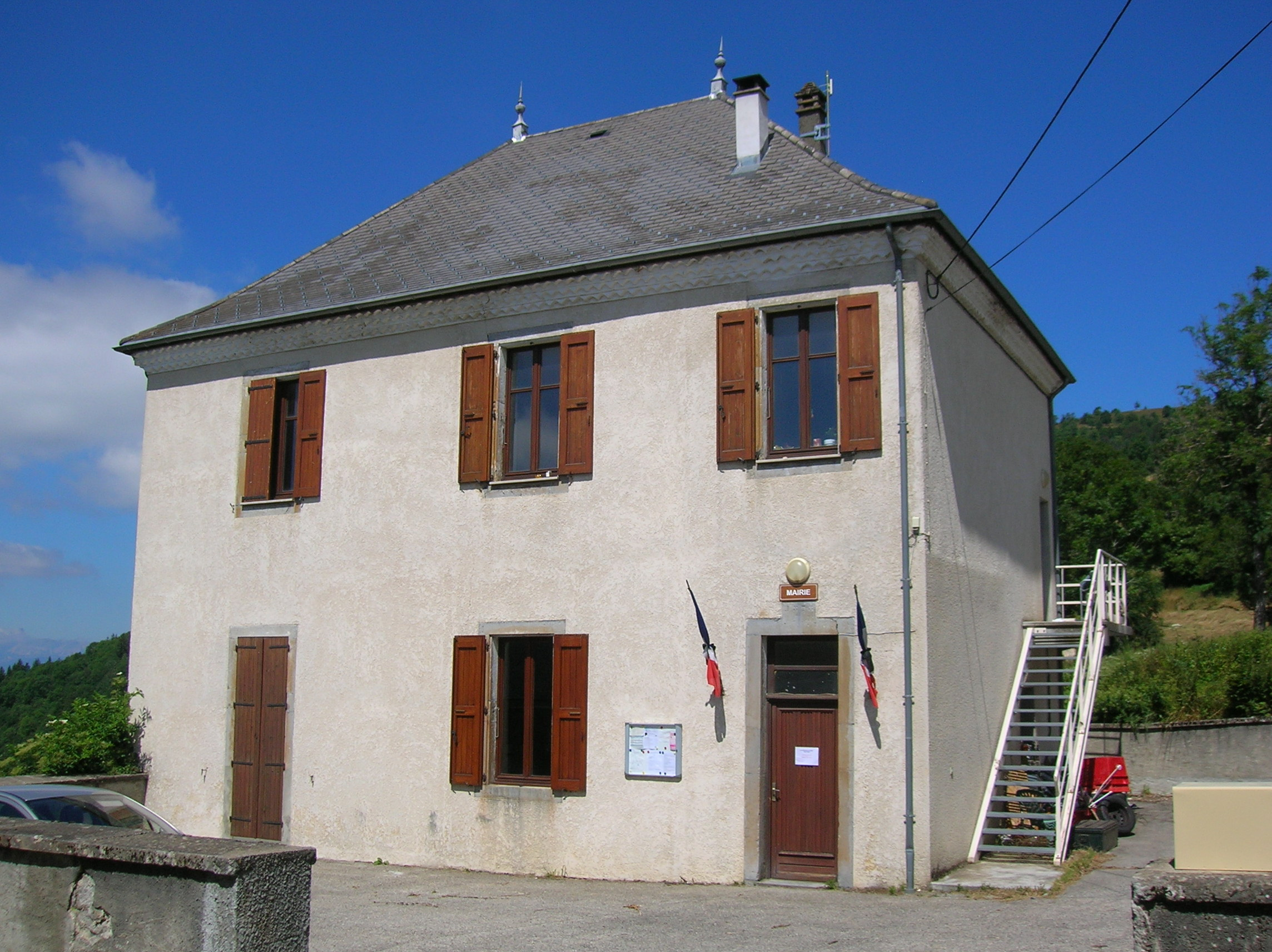
La mairie.

| Période                                  | Période  | Identité          | Étiquette | Qualité       |
| ---------------------------------------- | -------- | ----------------- | --------- | ------------- |
| 2001                                     | En cours | Christian Charles | DVD       | Fonctionnaire |
| Les données manquantes sont à compléter. |          |                   |           |               |

## Population et société

### Démographie
L'évolution du nombre d'habitants est connue à travers les recensements de la population effectués dans la commune depuis 1793. Pour les communes de moins de 10 000 habitants, une enquête de recensement portant sur toute la population est réalisée tous les cinq ans, les populations de référence des années intermédiaires étant quant à elles estimées par interpolation ou extrapolation. Pour la commune, le premier recensement exhaustif entrant dans le cadre du nouveau dispositif a été réalisé en 2008.

En 2022, la commune comptait 32 habitants, en évolution de +3,23 % par rapport à 2016 (Isère : +3,07 %, France hors Mayotte : +2,11 %).
| 1793 | 1800 | 1806 | 1821 | 1831 | 1836 | 1841 | 1846 | 1851 |
| ---- | ---- | ---- | ---- | ---- | ---- | ---- | ---- | ---- |
| 335  | 304  | 277  | 305  | 231  | 336  | 330  | 349  | 329  |

| 1856 | 1861 | 1866 | 1872 | 1876 | 1881 | 1886 | 1891 | 1896 |
| ---- | ---- | ---- | ---- | ---- | ---- | ---- | ---- | ---- |
| 320  | 330  | 312  | 273  | 258  | 230  | 262  | 242  | 254  |

| 1901 | 1906 | 1911 | 1921 | 1926 | 1931 | 1936 | 1946 | 1954 |
| ---- | ---- | ---- | ---- | ---- | ---- | ---- | ---- | ---- |
| 242  | 243  | 240  | 192  | 182  | 174  | 180  | 157  | 116  |

| 1962 | 1968 | 1975 | 1982 | 1990 | 1999 | 2006 | 2008 | 2013 |
| ---- | ---- | ---- | ---- | ---- | ---- | ---- | ---- | ---- |
| 99   | 65   | 55   | 48   | 30   | 30   | 35   | 36   | 34   |

| 2018 | 2022 | - | - | - | - | - | - | - |
| ---- | ---- | - | - | - | - | - | - | - |
| 31   | 32   | - | - | - | - | - | - | - |

### Enseignement
La commune relève de l'académie de Grenoble.

### Médias
Historiquement, le quotidien régional Le Dauphiné libéré qui consacre, chaque jour, y compris le dimanche, dans son édition Romanche et Oisans, un ou plusieurs articles à l'actualité de la communauté de communes, du canton, ainsi que des informations sur les éventuelles manifestations locales.
La commune est située sur l'aire de diffusion de radio Ici Isère, une radio publique qui émet sur tout le territoire du département de l'Isère.

### Cultes
La communauté catholique et l'église paroissiale de Saint-Michel-en-Beaumont (propriété de la commune) dépendent de la paroisse Saint Pierre Julien Eymard qui rassemble un grand nombre de villages autour de la cité de La Mure. Cette paroisse est rattachée au diocèse de Grenoble-Vienne.

## Culture et patrimoine

### Patrimoine religieux
- L'église Saint-Michel de Saint-Michel-en-Beaumont fait partie de la Paroisse de Saint Pierre Julien Eymard.

### Personnalités liées à la commune
- Auguste Davin, né à Saint Michel en 1866, graveur en médailles et statuaire.

### Héraldique
|  | Saint-Michel-en-Beaumont possède des armoiries dont l'origine et le blasonnement exact ne sont pas disponibles. |